# Xantholeon
Xantholeon är ett släkte av insekter. Xantholeon ingår i familjen myrlejonsländor.
Kladogram enligt Catalogue of Life:
| Xantholeon | \| \| Xantholeon helmsi \| \| \| \| \| \| Xantholeon lineatus \| \| \| \| \| \| Xantholeon manselli \| \| \| \| \| \| Xantholeon montanus \| \| \| \| \| \| Xantholeon xadnus \| \| \| \| |
|            | \| \| Xantholeon helmsi \| \| \| \| \| \| Xantholeon lineatus \| \| \| \| \| \| Xantholeon manselli \| \| \| \| \| \| Xantholeon montanus \| \| \| \| \| \| Xantholeon xadnus \| \| \| \| |
|            | Xantholeon helmsi |
|            | |
|            | Xantholeon lineatus |
|            | |
|            | Xantholeon manselli |
|            | |
|            | Xantholeon montanus |
|            | |
|            | Xantholeon xadnus |
|            | |